# Centaurea lyrata
Centaurea lyrata là một loài thực vật có hoa trong họ Cúc. Loài này được [Soland.] mô tả khoa học đầu tiên.